# Hosebåndsordenen
Hosebåndsordenen, eng. The Most Noble Order of the Garter, blev grundlagt af kong Edward 3. i 1300-tallet, sandsynligvis 1348.
Myten fortæller, at grevinden af Salisbury under en dans tabte sit hosebånd (= strømpebånd), og de omkringstående adelsmænd fniste. Kongen tog hosebåndet, bandt det om sit ben og udtalte ordene: Honi soit qui mal y pense – dansk: skam få den der tænker ilde derom, hvilket skulle blive ordenens devise.
En anden myte fortæller, at kong Richard 1. var inspireret af Skt. Georg, hvis riddere siges at have bundet hosebånd om deres ben under kampene i korstogene og vandt slaget. Denne hændelse kan kong Edward have tænkt på ved ordenens grundlæggelse.
I de første århundreder optoges også kvinder i ordenen, men den tradition forsvandt for først at blive genoptaget i 1901, da kong Edward 7. optog sin dronning, den danske prinsesse Alexandra, datter af Christian 9. i ordenen.
Herefter er der optaget en del kvinder.
Ud over den britiske kongelige familie og udenlandske monarker optages kun 25 ordinære riddere i ordenen. Frederik 9. blev optaget i 1951 og Dronning Margrethe blev optaget 16 juni 1980.
Kendte medlemmer af Hosebåndsordenen – ud over kongelige – er for eksempel:
- tidligere udenrigsminister Lord Carrington
- tidligere premierminister sir John Major
- tidligere premierminister Margaret Thatcher
- tidligere premierminister Harold Wilson
- tidligere premierminister Winston Churchill
- Edmund Hillary, der besteg Mount Everest

Den japanske kejser Hirohito blev optaget af Hosebåndsordenen i 1929, men blev relegeret i 1941 for at blive genoptaget i 1971.
Følgende danske regenter er optaget i Hosebåndsordenen:
- Erik 7. af Pommern, optaget 1404
- Hans, optaget 1493, men aldrig installeret
- Frederik 2., optaget 1578
- Christian 4., optaget 1603
- Christian 5., optaget 1662 (som prins)
- Frederik 6., optaget 1822
- Christian 9., optaget 1865
- Frederik 8., optaget 1896 (som prins)
- Christian 10., optaget 1914
- Frederik 9., optaget 1951
- Margrethe 2., optaget 1980
- Endvidere blev hertug Ulrik, søn af Frederik 2. optaget 1605
- og prins Jørgen optaget 1684.

- Danmarks kongevåben, ridder af Hosebåndsordenen.